# Бетанкур Ривјер
Бетанкур Ривјер (фр. Bettencourt-Rivière) насеље је и општина у североисточној Француској у региону Пикардија, у департману Сома која припада префектури Амјен.
По подацима из 2011. године у општини је живело 208 становника, а густина насељености је износила 28,18 становника/km². Општина се простире на површини од 7,38 km². Налази се на средњој надморској висини од 20 метара (максималној 94 m, а минималној 11 m).

## Демографија
| 1962. | 1968. | 1975. | 1982. | 1990. | 1999. | 2011. |
| ----- | ----- | ----- | ----- | ----- | ----- | ----- |
| 166   | 183   | 168   | 161   | 200   | 212   | 208   |

График промене броја становника у току последњих година